# La luz interior (Star Trek: La nueva generación)
"La luz interior" (The Inner Light originalmente en inglés) es el episodio 25 de la quinta temporada (125.º) de la serie televisiva de ciencia ficción estadounidense Star Trek: La nueva generación. 
El episodio fue escrito por el escritor independiente Morgan Gendel basado en su idea original; Gendel es reconocido como el escritor de la historia y como coescritor del guion televisivo junto a Peter Allan Fields. 
Es el penúltimo episodio de la temporada y fue emitido por primera vez el 1 de junio del 1992. El episodio tuvo una calificación promedio de 4,8/5 en el sitio oficial de Star Trek, y ha sido seleccionado por varias encuestas de aficionados como uno de los dos mejores episodios de la nueva generación, junto con el episodio Familia. La melodía de la flauta fue compuesta por Jay Chattaway y desde entonces ha sido arreglada para ser tocada por una orquesta completa. En 1993 "La luz interior" ganó el Premio Hugo por Mejor Representación Dramática.

## Argumento
Fecha estelar 45944.1. La Enterprise acaba de terminar la exploración de una ola magnética en el Sistema Parvenium, cuando encuentra una sonda desconocida que examina la nave y envía un rayo de energía hacia el capitán Picard, haciéndole perder la conciencia. Picard despierta en la superficie de Kataan, un planeta no perteneciente a la Federación; una mujer que se identifica como su esposa, Eline, le cuenta a Picard que él es Kamin, un herrero que se está recuperando de una fiebre. Picard habla acerca de sus memorias en el Enterprise, pero Eline y su amigo Batai lo convencen de que sus memorias eran solo sueños, y lo aclimatan en su sociedad como Kamin. Picard comienza a vivir como Kamin en la aldea de Ressik, comenzando una familia con Eline, y aprende a tocar la flauta. A medida que los años pasan en la vida de Kamin, él comienza a notar que el planeta está sufriendo una sequía mundial producto de un aumento en la radiación del sol del planeta. Él envía informes a los líderes del planeta, quienes parecen ignorar su preocupación.
Los años pasan y Kamin envejece, sobreviviendo a su esposa. El sol de Kataan continua elevando la temperatura del planeta hacia un nivel más allá de lo que la vida puede tolerar. Un día, mientras juega con su nieto, Kamin es llamado por su hijos adultos para mirar el lanzamiento de un misil. Cuando sale al exterior a la abrasadora luz del sol, Kamin ve a Eline y Batai tan jóvenes como cuando los vio por primera vez. Ellos le explican que ya ha visto el misil, que él lo vio justo antes de llegar allí. Sabiendo que su planeta estaba condenado, los líderes de éste colocaron las memorias de su cultura en una sonda y la lanzaron al espacio con la esperanza de encontrar alguien que le contara a otros acerca de su especie. En el momento en que Picard ve cómo el misil con la sonda a bordo es lanzado, él repentinamente recuerda su vida anterior a bordo de la Enterprise.
Picard despierta en el puente de la Enterprise para descubrir que solo han pasado 25 minutos. Mientras él estaba inconsciente la tripulación del Enterprise reconstruye el curso de la sonda hacia un abrasado y desolado planeta cuyo sol se convirtió en nova 1000 años antes. La sonda, ahora inactiva, es traída a bordo de la Enterprise y la tripulación encuentra una pequeña caja dentro de ella. Un serio Riker le entrega la caja a Picard, que al abrirla encuentra la flauta de Kamin. Picard, ahora un experto en el instrumento, toca la melodía que aprendió durante su vida como Kamin.

## Título del capítulo
Morgan Gendel tituló el episodio por "The Inner Light", una canción escrita por George Harrison y publicada por The Beatles como la cara B de "Lady Madonna". La letra de la canción de Harrison a su vez está basada en el episodio 47 del Tao Te Ching Taoísta. De acuerdo con Gendel, la canción "capturó el argumento del capítulo, Picard experimentó las memorias de toda una vida de otra persona en su cabeza".

## Flauta ressikana
Tras la emisión de este episodio, la flauta de Picard fue vista ocasionalmente en su caja sobre el escritorio. Su última aparición fue en una escena borrada de la película Star Trek: némesis; donde el teniente comandante Data la toma y la examina mientras discute acerca de la vida humana con Picard. Esta escena debería haber estado tras la ceremonia de la boda de Troi y Riker en las escenas de inicio.
La flauta se considera el último recuerdo físico de la vida virtual de Picard en Ressik durante el resto de la serie. En el episodio "Lecciones" donde Picard desarrolla una relación romántica con una cartógrafa estelar asignada al Enterprise. Ella alentará su lado musical y ambos tocarán a dúo una versión  del tema de la "Luz Interior" con piano. Más tarde, Picard grabará una pieza de música con la flauta al comienzo de "Un puñado de Datas."
El instrumento de Picard recuerda un "silbato de centavo" o un "silbato de latón", en los cuales se puede producir un sonido similar. El simple tema que Picard toca en esta flauta posteriormente es desarrollado en una pieza orquestada completa para el aniversario de los 30 años de Star Trek.

### Remate en Christie
La flauta ressikana de bronce fue uno de los artículos rematados en el remate Christie's oficial de memorabilia de Star Trek, que ocurrió entre el 5 y el 7 de octubre del año 2006. Originalmente se estimó que la flauta, que en realidad no funciona, tenía un valor de venta de 300 dólares. Los directores del remate reconocieron que sus estimados para muchos artículos no "consideraron correctamente la pasión emocional asignada a esta clase de material". El estimado fue posteriormente elevado a 800–1200 dólares en el sitio web de Christie's.
En los días previos al remate, Denise Okuda, antigua artista escénica y supervisora de video de Star Trek, así como coescritora del catálogo del remate, dijo: "Este era el artículo que la gente decía que realmente quería tener, debido a que es tan central a un episodio muy querido." La oferta final de la flauta en el remate fue de 4 000 dólares. Que al incluir la comisión del 20 por ciento adicional de Christie's, alcanzó un valor total de 48 000.

## Reacción de la crítica
El episodio es considerado por los aficionados como el más emotivo de todo los episodios de la serie, al mismo nivel con el episodio Familia. Es el episodio favorito de los actores Patrick Stewart, quien protagonizó el rol del capitán Jean-Luc Picard, y de Wil Wheaton, quien protagonizó el rol del alférez Wesley Crusher. La escritora de Star Trek Susan Sackett dice que tamhién es su episodio favorito incluso aunque no era uno de los que escribió. "La luz interior" fue clasificado dentro de los cinco primeros episodios favoritos en la maratón de "preferencias de los espectadores" que fue exhibida justo previo a la premier del final de la serie.
Este episodio ganó el Premio Hugo del año 1993 por Mejor Presentación Dramática. El premio fue otorgado en la Convención Mundial de Ciencia Ficción de San Francisco. "La luz interior" fue el primer programa de televisión en serle otorgado dicho premio desde que el mismo premio fuera entregado en 1968 al episodio "La ciudad al fin de la eternidad" de la serie original de Star Trek. Los otros episodios de Star Trek que han ganado premios Hugo son "La colección de fieras" (el único episodio de dos partes en la serie original) y "Todas las cosas buenas" (el final de la serie para la nueva generación).